# Salvia somalensis
Salvia somalensis là một loài thực vật có hoa trong họ Hoa môi. Loài này được Vatke miêu tả khoa học đầu tiên năm 1881.

## Hình ảnh

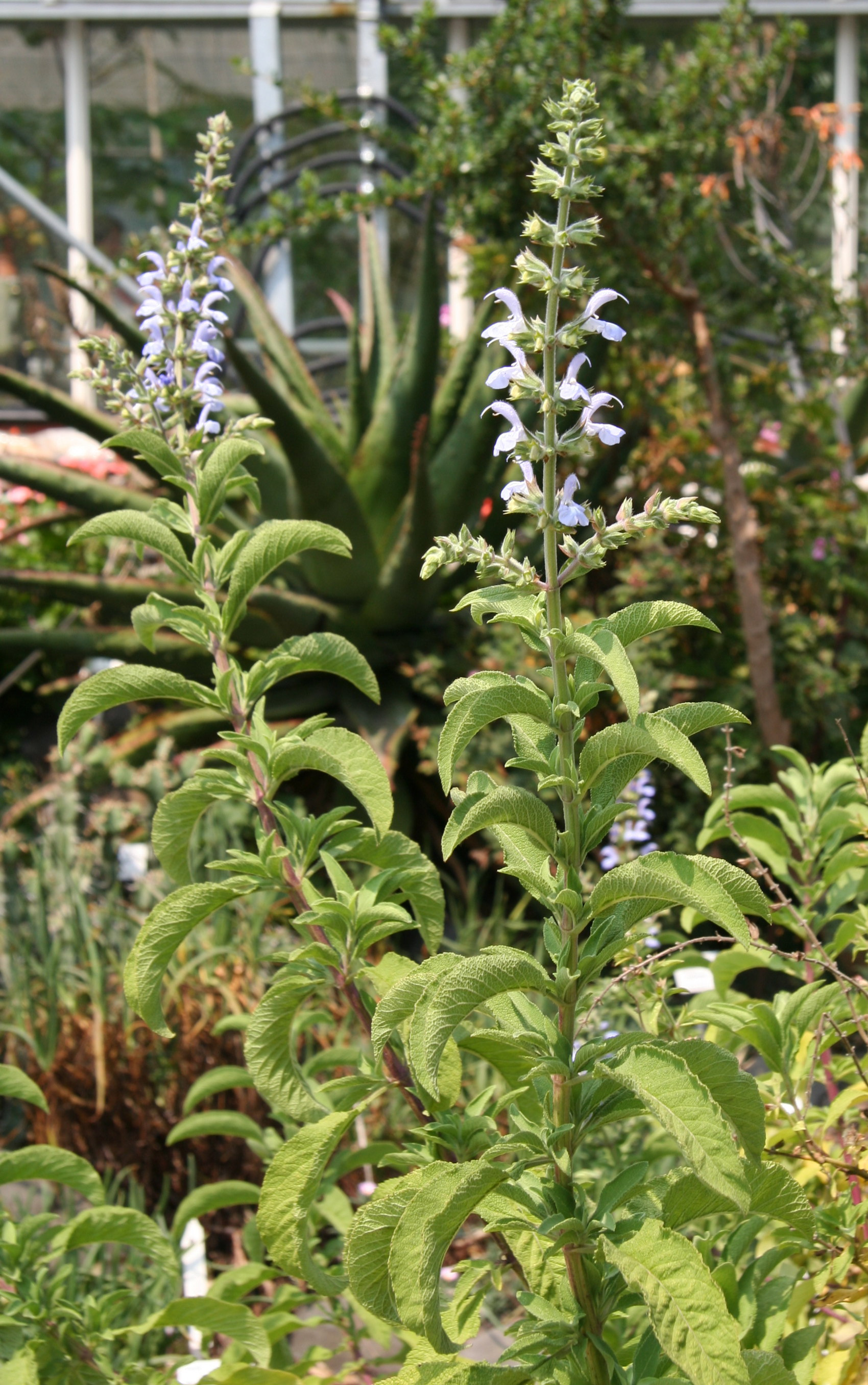
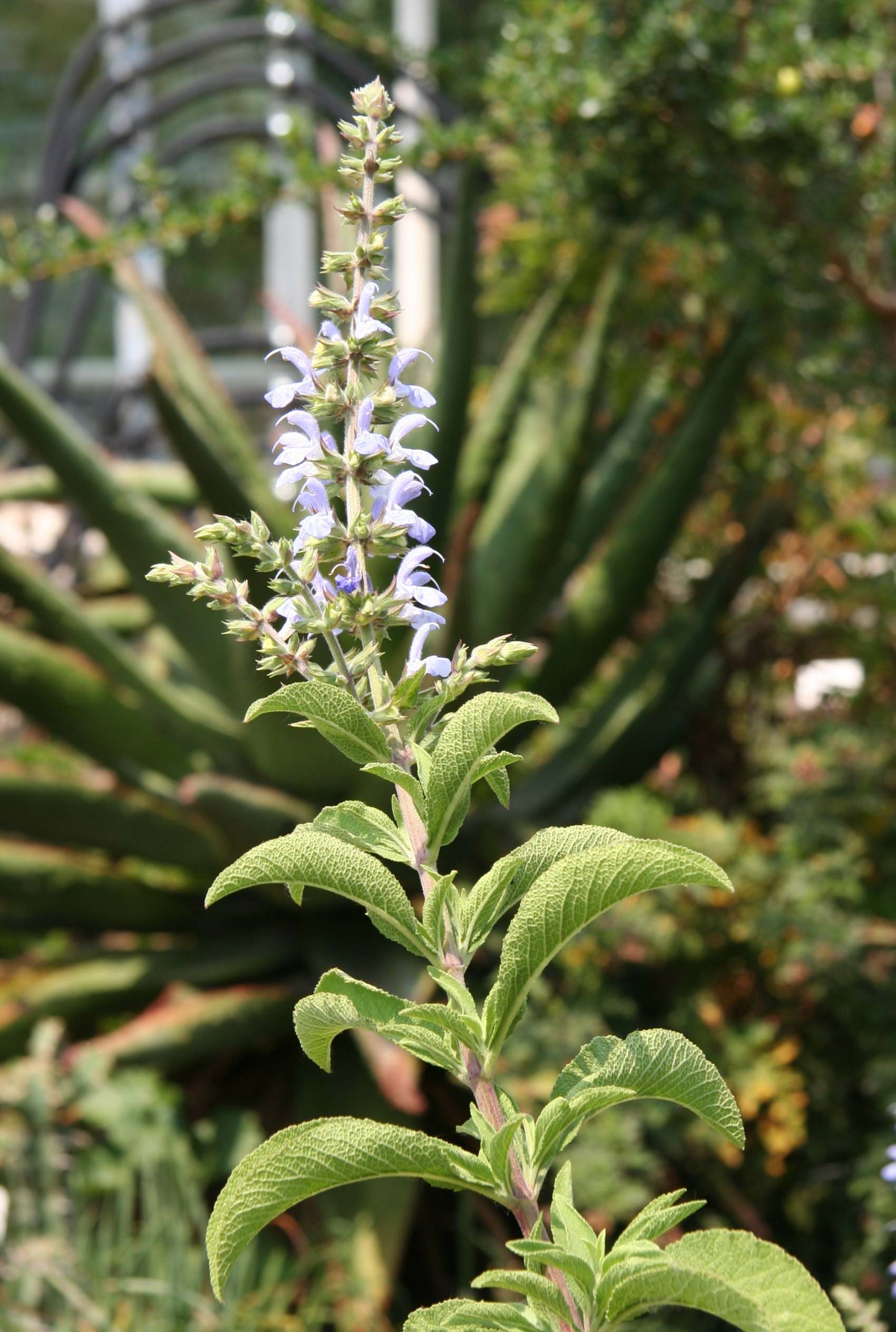